# Rupert (Idaho)
Rupert település az Amerikai Egyesült Államok Idaho államában, Minidoka megyében, melynek megyeszékhelye is. Lakosainak száma 6082 fő (2020. április 1.).

## Népesség
A település népességének változása:

| 2010 | 5 554 |
| 2020 | 6 082 |